# Hyles bandermanni
Hyles bandermanni är en fjärilsart som beskrevs av Wladasch. 1933. Hyles bandermanni ingår i släktet Hyles och familjen svärmare. Inga underarter finns listade i Catalogue of Life.